# Daniel Effiong
Daniel Effiong (né le 17 juin 1972 à Lagos) est un athlète nigérian spécialiste des épreuves de sprint. 

## Carrière
Il se distingue lors de la saison 1993 en remportant le titre du 100 mètres des Championnats d'Afrique de Durban dans le temps de 10 s 39, puis en s'imposant sur cette même distance lors des Universiades d'été se déroulant à Buffalo. Il participe aux Championnats du monde 1993 de Stuttgart où il réalise le meilleur temps de sa carrière lors des demi-finale en 9 s 98 (+0,3 m/s). Il se classe septième de la finale en 10 s 04.
Le Nigérian remporte la médaille de bronze du 200 mètres lors des Jeux du Commonwealth de 1994, s'inclinant avec le temps de 20 s 40 face au Namibien Frank Fredericks et à l'Anglais John Regis.
Contrôlé positif à l'éphédrine lors des championnats du Nigeria de 1995, Daniel Effiong est suspendu quatre ans par les instances internationales d'athlétisme,.
En 1999, il fait partie du relais 4 × 100 mètres du Nigeria se classant troisième des Championnats du monde de Séville, mais sa médaille de bronze lui est retirée par l'IAAF à la suite du dopage avéré de son compatriote Innocent Asonze.

### Palmarès
| Date | Compétition            | Lieu         | Résultat | Épreuve   |
| ---- | ---------------------- | ------------ | -------- | --------- |
| 1993 | Championnats d'Afrique | Durban       | 1er      | 100 m     |
| 1993 | Championnats d'Afrique | Durban       | 2e       | 4 x 100 m |
| 1993 | Universiade            | Buffalo      | 1er      | 100 m     |
| 1993 | Championnats du monde  | Stuttgart    | 7e       | 100 m     |
| 1993 | Jeux africains         | Johannesburg | 3e       | 200 m     |
| 1994 | Jeux du Commonwealth   | Victoria     | 3e       | 200 m     |

### Records
| Épreuve | Performance | Lieu      | Date         |
| ------- | ----------- | --------- | ------------ |
| 100 m   | 9 s 98      | Stuttgart | 15 août 1993 |
| 200 m   | 20 s 10     | San José  | 28 mai 1994  |